# Konrad von Dürkheim
Konrad von Dürkheim († vermutlich 30. Oktober 1247 im Kloster Lorsch) war 1247 kurzzeitig Bischof von Worms.
Eine Abstammung aus dem oberrheinischen Adelsgeschlecht der Dürkheimer ist zu vermuten, aber nicht nachweisbar. Er gehörte dem Mainzer Domkapitel an, war vermutlich 1235 Scholaster und spätestens 1236 Domdekan. 1240 wurde er Propst des Kollegiatstifts St. Paul in Worms 1242 wurde ihm die Propstei des Mainzer Kollegiatstifts St. Maria im Felde vom Erzbischof verliehen. 1244 gestattete ihm Papst Innozenz IV. eine Akkumulation von Pfründen bis zu 100 Mark, 1245 erhielt er den Ehrentitel eines päpstlichen Kaplans und die Erlaubnis weitere Pründen ohne Residenzpflicht zu übernehmen. 
Konrad war Unterstützer der antistaufischen Politik des Mainzer Erzbischofs Siegfried III. von Eppstein. Papst Innozenz IV. beauftragte 1247 seinen Legaten in Deutschland, Pietro Capocci, damit, Konrad ein Bistum zu verschaffen. Nach dem Tod Landolf von Hohenecks im Sommer 1247 ließ der Legat Konrad von vier mit einer Wahlvollmacht ausgestatteten Wormser Domherren zum Bischof von Worms wählen und weihte ihn – vermutlich am 10. Oktober – in Neuss. Es wird angenommen, dass er dort auch von König Wilhelm von Holland die Regalien erhielt. Auf dem Weg in sein Bistum erkrankte Konrad und starb vermutlich am 30. Oktober 1247 im Kloster Lorsch. Da die Stadt Worms auf der Seite der Staufer stand, wurde Konrad im Mainzer Dom beigesetzt.